# Срђан Поповић
Срђан Поповић (Приштина, 16. септембар 1978) српски је политичар који тренутно обавља функцију начелника Косовског округа од 2021.

## Биографија

### Детињство, младост и каријера
Поповић је рођен 1978. године у Приштини, која је у то време била део Социјалистичке Федеративне Републике Југославије. Основну и средњу школу завршио је у Приштини а дипломирао је на Филозофском факултету Универзитета у Приштини.
Током рата на Косову и Метохији био је добровољац у НВО Центар за мир и толеранцију и радио је као координатор хуманитарне помоћи. После рата радио је за ОЕБС као васпитач за српске чланове изборне комисије. Такође је радио као координатор за расељена лица из рата и био активан у српским енклавама.
Од 2008. до 2011. године био је директор Завода за заштиту споменика културе Грачаница.

### Политичка каријера
Његово прво право политичко ангажовање било је 2011. године када је вршио функцију политичког саветника у Министарству животне средине и просторног планирања у Влади Републике Косова. У септембру 2011. именован је за новог директора Канцеларије за питања заједница и вишег саветника премијера.
Од 2015. до 2017. био је посланик у Скупштини Косова као представник Српске листе наследивши Велимира Ракића који је изненада преминуо.
Поповић је изабран за новог председника општине Грачаница после локалних избора 2017. године на којима је освојио 87,2% од укупног броја гласова.
Од новембра 2021. године обавља функцију начелника Косовског округа. 